# Austria Milch- und Fleischvermarktung

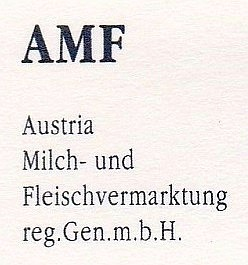
Firmenlogo 2

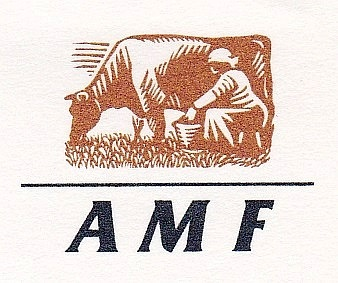
Firmenlogo 1

Die Austria Milch- und Fleischvermarktung reg.Gen.m.b.H., oder kurz AMF, war ein  österreichisches Unternehmen, das als Konzern der Milch- und Fleischwirtschaft konzipiert war und von 1990 bis 1996 bestand.

## Geschichte

### Entstehung
Die AMF wurde im September 1990 auf Betreiben des damaligen Schärdinger-Molkereiverband-Chefs Hermann Zittmayr gegründet und sollte im Zuge der Vorbereitungen Österreichs auf einen bevorstehenden EU-Beitritt die Produktion und den Absatz der österreichischen Milchwirtschaft, aber auch von fleischverarbeitenden Betrieben, auf den Wettbewerb in einem größeren Wirtschaftsraum einstellen. Das in den Molkereiverbänden seit langem erfolgreich umgesetzte Konzept der landwirtschaftlichen Genossenschaften sollte damit in einem viel größeren Maßstab als bisher angewendet werden.

### Teilbetriebe
Der Konzern wurde im selben Jahr durch den Zusammenschluss von insgesamt sechs Molkereiverbänden mit 1.800 Mitarbeitern ins Leben gerufen, wobei der Schärdinger Molkereiverband 47,68 % und Agrosserta 25,07 % der Anteile hielten. Rechtsform war eine „registrierte Genossenschaft mit beschränkter Haftung“ (reg.Gen.m.b.H). Als Zusammenschluss von sechs bedeutenden Molkereien mit 27 Produktionsorten in Oberösterreich, Niederösterreich, Steiermark, Kärnten und dem Burgenland verfügte die AMF über folgende Branchen und Standorte:
- Schärdinger Landmolkerei (Schärding, Ried, Taufkirchen, Münzkirchen, Geinberg, Peuerbach, Feldkirchen)
- Linzer Molkerei (Milchhof Linz, Bad Leonfelden, Pregarten)
- Milchunion Alpenvorland (Steyr-Garsten, Baumgartenberg, Königswiesen)
- Bäuerliche Milchunion Kärnten (Klagenfurt, Wolfsberg, St. Veit an der Glan, Völkermarkt)
- Molkerei im Mostviertel (Aschbach, Erlauf)
- Milchverarbeitung Desserta (Graz, Feldbach, Fürstenfeld, Güssing, Hartberg, Leoben, Voitsberg, Weiz)

### Firmentätigkeit
Obwohl die Notwendigkeit zur Kooperation und gemeinsamen Vermarktung außer Frage stand, so bestanden auch Zweifel, ob die Schaffung einer noch größeren Absatzorganisation für landwirtschaftliche Erzeugnisse der beste Weg zur Sicherung des Bestandes der damals vergleichsweise kleinräumig strukturierten österreichischen Milch- und Fleischwirtschaft in einem großen Binnenmarkt sei. So befürchteten die Bauern einen raschen Preisverfall durch die interne Konkurrenz und Überproduktion (Milchsee, Butterberg) und standen der Idee eines neuen Agrarkonzerns kritisch gegenüber. Bei den Mitarbeitern der sechs beteiligten Molkereiverbände war die Gründung der AMF ebenfalls nicht unumstritten, da man Entlassungen und Betriebsverlagerungen befürchtete. So befand sich die Konzernzentrale zunächst noch am Sitz des Schärdinger Molkereiverbandes in Schärding am Inn, doch wurden die Aufgaben der Unternehmensführung zunehmend nach Pasching und schließlich nach Linz verlegt, wobei auch eine Verlagerung nach Wien ins Auge gefasst wurde.
Nach der Gründung der AMF wurden zahlreiche Umstrukturierungs- und Rationalisierungsmaßnahmen durchgeführt und die Marken der sechs Gründungsunternehmen zentral vermarktet. Die Marken Desserta und Schärdinger wurden dabei im hochpreisigen Marktsegment etabliert, wobei letztere Marktführer für Käse- und Milchprodukte wurde. Managementfehler und mangelnde Vorbereitungen auf den europäischen Markt brachten für die AMF trotz weitreichender Veränderungen eine neue Wettbewerbssituation, durch welche die lange Zeit florierenden Firmen unter wirtschaftlichen Druck gerieten.
Kurz nach ihrer Gründung übernahm die AMF vom Österreichischen Molkerei- und Käsereiverband (ÖMOLK) deren 50 %-Anteil an Lactoprot, einem bedeutenden Zulieferer der Lebensmittelindustrie. Dieses Unternehmen war 1979 in Deutschland unter dem Namen Dairyfood gegründet worden und hatte seinen Produktionsschwerpunkt in der Herstellung von Milcheiweiß für industrielle Abnehmer. 1993 ging das Unternehmen vollständig in österreichisches Eigentum über. Im selben Jahr erwirtschaftete die AMF-Gruppe mit inzwischen 4.200 Mitarbeitern einen Umsatz von 27,5 Milliarden Schilling.

### Niedergang
1994 wies die Bilanz des AMF-Konzerns jedoch bereits Verbindlichkeiten in der Höhe von 8 Milliarden Schilling aus. Im Jahr darauf betrug das Ergebnis der gewöhnlichen Geschäftstätigkeit minus 43,6 Millionen Schilling und 1996 betrug es minus 1,1 Milliarden Schilling; der operative Verlust betrug dabei 350 Millionen Schilling, der Bilanzverlust 1,2 Milliarden Schilling.
Nach dem Scheitern des Konzerns kaufte die neugegründete Berglandmilch die Milchaktivitäten und dazugehörigen Markenrechte aus der AMF und nahm zum Jahreswechsel 1995/1996 die Produktion auf. Die AMF selbst wurde zu einer Holdinggesellschaft umstrukturiert, die nur mehr die verbliebenen Vermögenswerte verwaltete und die vorhandene Infrastruktur in den folgenden Jahren schrittweise abverkaufte. Durch den Verkauf der Milch-Markenrechte an die Berglandmilch und die NÖM AG reduzierten sich die Verbindlichkeiten der AMF bis Jahresende 1995 auf 6,8 Milliarden Schilling, durch den Verkauf der NÖM AG und die Abgabe des Lactoprot-Trockenwerks Ried an die Berglandmilch im Jahr 1996 wurden die Schulden der AMF um weitere 2 Milliarden Schilling vermindert.
1998 gründeten der frühere AMF-Generaldirektor Gerald Aichinger und der frühere AMF-Finanzvorstand Walter Mayer die Artax-Holding für Finanzbeteiligungen im Milchgeschäft, zu der auch die Lactoprot-Betriebe der AMF gehörten. Sie kamen schließlich wieder in deutsche Hand und wurden Ende 1998 der neu gegründeten Lactoprot International AG angeschlossen.
Die Fleisch-Sparte des AMF-Konzerns ging 1999 an seine ehemalige Tochtergesellschaft Vivatis Holding AG über. Die Vivatis Holding befindet sich heute vollständig im Besitz der „Privatstiftung für die Standorterhaltung in Oberösterreich“, welche wiederum vollständig der Raiffeisenlandesbank Oberösterreich angehört.
Die Jahre nach dem Ende der AMF waren insgesamt geprägt von einem straffen Restrukturierungs- und Modernisierungsprogramm. Von den ursprünglich 27 Standorten der an der AMF beteiligten Molkereien wurden 20 schließlich geschlossen bzw. mit anderen zusammengelegt, was den Verlust zahlreicher Arbeitsplätze mit sich brachte.